# Nereus (cratère)
Pour les articles homonymes, voir Nereus.
Nereus est un petit cratère d'impact situé dans le quadrangle de Margaritifer Sinus (MC-19) sur la planète Mars. Il a un diamètre d'environ 10 m. Il est situé tout just au sud de l'équateur de la planète sur la plaine de Meridiani Planum.

## Annexe